# Ramirezella
Ramirezella là một chi thực vật có hoa trong họ Đậu.